# 영해생활체육공원
영해생활체육공원(寧海生活體育公園, Yeonghae Sports Park)은 대한민국 경상북도 영덕군에 있는 스포츠 시설이다. 인조잔디 필드와 우레탄 트랙이 갖춰진 경기장이며, 2004년에 준공되었다.

## 참고 문헌
- “영덕군 체육시설”. 영덕군청.
- 《2021년 전국 공공체육시설 현황(2020년말 기준)》. 대한민국 문화체육관광부. 2022.
- 《2023 전국 공공체육시설 현황 (2022년 12월말 기준)》. 대한민국 문화체육관광부. 2024.